# Jean-Paul Loth
Pour les articles homonymes, voir Loth (homonymie).
Jean-Paul Loth, né le 28 juin 1939 à Strasbourg (Bas-Rhin), est un joueur, entraîneur et commentateur de tennis français.
Ancien capitaine de l'équipe de France de Coupe Davis, il s'est reconverti notamment en consultant et commentateur tennis à la télévision française lors des grands tournois, notamment celui de Roland-Garros.

## Biographie

### Enfance et formation
Jean-Paul Loth est le plus jeune d'une famille de cinq enfants. Il connaît la guerre et le départ pour le centre de la France durant son enfance. Plus tard, il s'immerge avec ses deux sœurs et ses deux frères dans le monde du tennis grâce au hall de tennis situé à proximité de leur maison. Puis il bénéficiera dans les années 1950 d'une formation de qualité au stade de Metz sous l'aile de son professeur Francis Jacobée. Ensuite, la passion du tennis est toujours omniprésente : il devient moniteur de tennis, tout comme l'un de ses frères. Aussi, il est le père de trois enfants, Alexandre, Jean-Rodolphe et Samantha Loth.

### Parcours sportif et professionnel
En tant que joueur, Jean-Paul Loth a participé au premier tour des Internationaux de France en double avec Georges Deniau en 1970. En 1974, il perd au dernier tour des qualifications en simple contre Thierry Bernasconi.
À partir de 1978, il commente les matchs de tennis à la télévision, sur TF1, avec Hervé Duthu en 1981, puis sur France Télévisions en compagnie de Daniel Cazal (1988 à 1991) et Michel Drhey (1991 à 2004). Il marque des générations de fans de tennis par sa voix immédiatement reconnaissable. Lors de l'Open d'Australie 2007, il est invité à commenter un match sur Eurosport en compagnie de Duthu, dont c'était le dernier tournoi.
Il exerce au sein de la Fédération française de tennis les postes d'entraîneur des juniors en 1968, directeur technique national de 1977 à 1989 et capitaine de l'équipe de France de Coupe Davis de 1980 à 1987 à l'époque de Noah et Leconte, menant l'équipe en finale en 1982. En tant que DTN, il a contribué à la création du Centre national d'entraînement à Roland-Garros.
En 2005, il est candidat à la présidence de la FFT, en compagnie de Patrick Proisy et avec le soutien de Yannick Noah, mais il perd l'élection dans un contexte où le président est élu par les délégués régionaux qui ont été choisis par son adversaire, Christian Bîmes, qui est donc réélu. Ce dernier s'est par ailleurs opposé au retour de Jean-Paul Loth au micro de France Télévision en 2007[réf. nécessaire].
Entre mars et juillet 2012, il intervient toutes les semaines, aux côtés de Christophe Thoreau et Julien Pichené, dans Radio Tennis Play, émission hebdomadaire consacrée à l'actualité du tennis et diffusée notamment sur L'Equipe.fr.
Depuis 2013, il intervient régulièrement en qualité de consultant sur la chaîne Eurosport où il analyse les rencontres de Roland-Garros, de l'Open d'Australie, de l'US Open et des différents Masters 1000.
En août 2024, alors âgé de 85 ans, il prend sa retraite de consultant télévisuel à l’issue des Jeux olympiques de Paris,.